# 2025-ös magyar úszóbajnokság
A 2025-ös magyar úszóbajnokságot, amely a 127. magyar bajnokság, teljes nevén CXXVII. Úszó Országos Bajnokság, 2025. április 9 és 12. között tartották meg Kaposváron. A verseny helyszíne a Csik Ferenc-sportuszoda volt.

## Eredmények

### Férfiak
| Versenyszám                               | Arany                                                                | Arany    | Ezüst                                                                               | Ezüst    | Bronz                                                                  | Bronz    |
| ----------------------------------------- | -------------------------------------------------------------------- | -------- | ----------------------------------------------------------------------------------- | -------- | ---------------------------------------------------------------------- | -------- |
| 50 m gyorsúszás Döntő: április 10.        | Szabó Szebasztián Győri USE                                          | 22,13    | Németh Nándor Ferencvárosi TC                                                       | 22,23    | Mészáros Dániel BVSC-Zugló                                             | 22,66    |
| 100 m gyorsúszás Döntő: április 9.        | Milák Kristóf Bp. Honvéd                                             | 48,76    | Jászó Ádám Pécsi SN                                                                 | 49,11    | Mészáros Dániel BVSC-Zugló                                             | 49,43    |
| 200 m gyorsúszás Döntő: április 11.       | Kovács Attila Egri UK                                                | 1:48,47  | Betlehem Dávid Ferencvárosi TC                                                      | 1:48,81  | Kakuk Koppány Kaposvári SSI                                            | 1:48,89  |
| 400 m gyorsúszás Döntő: április 10.       | Rasovszky Kristóf Ferencvárosi TC                                    | 3:45,32  | Sárkány Zalán Balaton UK                                                            | 3:47,73  | Betlehem Dávid Ferencvárosi TC                                         | 3:47,86  |
| 800 m gyorsúszás Döntő: április 12.       | Rasovszky Kristóf Ferencvárosi TC                                    | 7:47,04  | Betlehem Dávid Ferencvárosi TC                                                      | 7:48,02  | Sárkány Zalán Balaton UK                                               | 7:53,34  |
| 1500 m gyorsúszás Döntő: április 9.       | Betlehem Dávid Ferencvárosi TC                                       | 14:48,73 | Rasovszky Kristóf Ferencvárosi TC                                                   | 14:52,82 | Sárkány Zalán Balaton UK                                               | 15:03,26 |
| 50 m hátúszás Döntő: április 9.           | Kós Hubert BVSC-Zugló                                                | 24,62    | Jászó Ádám Pécsi SN                                                                 | 25,01    | Kovács Benedek Bendegúz Ferencvárosi TC                                | 25,09    |
| 100 m hátúszás Döntő: április 10.         | Kós Hubert BVSC-Zugló                                                | 52,24    | Jászó Ádám Pécsi SN                                                                 | 53,92    | Kovács Benedek Bendegúz Ferencvárosi TC                                | 54,09    |
| 200 m hátúszás Döntő: április 12.         | Kovács Benedek Bendegúz Ferencvárosi TC                              | 1:56,77  | Rácz Zsombor BVSC-Zugló                                                             | 2:00,04  | Kováts Alex Győri USE                                                  | 2:00,16  |
| 50 m mellúszás Döntő: április 12.         | Egri-Martin Marcos BVSC-Zugló                                        | 28,70    | Gál Olivér Debreceni SSI                                                            | 28,76    | Eszes János Újpesti TE                                                 | 28,81    |
| 100 m mellúszás Döntő: április 9.         | Egri-Martin Marcos BVSC-Zugló                                        | 1:02,71  | Horváth Dávid Kőbánya SCHolló Balázs BVSC-Zugló                                     | 1:03,24  |                                                                        |          |
| 200 m mellúszás Döntő: április 11.        | Horváth Dávid Kőbánya SC                                             | 2:17,42  | Bujdosó Zsombor Debreceni SSI                                                       | 2:18,82  | Pittlik Zsigmond Darnyi Tamás SC                                       | 2:19,14  |
| 50 m pillangóúszás Döntő: április 11.     | Szabó Szebasztián Győri USE                                          | 23,17    | Milák Kristóf Bp. Honvéd                                                            | 23,43    | Kós Hubert BVSC-Zugló                                                  | 23,53    |
| 100 m pillangóúszás Döntő: április 12.    | Kós Hubert BVSC-Zugló                                                | 50,55    | Milák Kristóf Bp. Honvéd                                                            | 50,67    | Márton Richárd Bp. Honvéd                                              | 52,91    |
| 200 m pillangóúszás Döntő: április 10.    | Milák Kristóf Bp. Honvéd                                             | 1:56,13  | Török Dominik BVSC-Zugló                                                            | 1:57,40  | Márton Richárd Bp. Honvéd                                              | 1:57,82  |
| 200 m vegyes úszás Döntő: április 9.      | Kós Hubert BVSC-Zugló                                                | 1:56,40  | Zombori Gábor Újpesti TE                                                            | 1:58,82  | Török Dominik BVSC-Zugló                                               | 1:58,92  |
| 400 m vegyes úszás Döntő: április 11.     | Zombori Gábor Újpesti TE                                             | 4:13,75  | Török Dominik BVSC-Zugló                                                            | 4:15,12  | Holló Balázs BVSC-Zugló                                                | 4:15,40  |
| 4 × 100 m gyorsváltó Döntő: április 11.   | Kós Hubert Mészáros Dániel Kós Olivér Magda Boldizsár BVSC-Zugló     | 3:17,68  | Harsányi Mátyás Kovács Benedek Bendegúz Takács Botond Németh Nándor Ferencvárosi TC | 3:19,93  | Szabó Szebasztián Bóna Benedek Takács Dominik Pózvai Olivér Győri USE  | 3:20,07  |
| 4 × 200 m gyorsváltó Döntő: április 12.   | Török Dominik Holló Balázs Mészáros Dániel Kós Hubert BVSC-Zugló     | 7:15,19  | Rasovszky Kristóf Betlehem Dávid Harsányi Mátyás Németh Nándor Ferencvárosi TC      | 7:15,92  | Zombori Gábor Kovács Botond Papp Sebestyén Kárpáti Máté Újpesti TE     | 7:29,83  |
| 4 × 100 m vegyes váltó Döntő: április 10. | Kós Hubert Egri-Martin Marcos Bagi Zoltán Mészáros Dániel BVSC-Zugló | 3:36,74  | Kovács Benedek Bendegúz Kutasi Máté Takács Botond Németh Nándor Ferencvárosi TC     | 3:43,39  | Kováts Alex Herman-Szabó Péter Kocsu Anton Szabó Szebasztián Győri USE | 3:43,98  |

### Nők
| Versenyszám                               | Arany                                                                    | Arany    | Ezüst                                                                              | Ezüst    | Bronz                                                                      | Bronz    |
| ----------------------------------------- | ------------------------------------------------------------------------ | -------- | ---------------------------------------------------------------------------------- | -------- | -------------------------------------------------------------------------- | -------- |
| 50 m gyorsúszás Döntő: április 10.        | Senánszky Petra Debreceni SSI                                            | 25,27    | Tankó Beatrix Újpesti TE                                                           | 25,58    | Pádár Nikolett BVSC-Zugló                                                  | 25,59    |
| 100 m gyorsúszás Döntő: április 9.        | Pádár Nikolett BVSC-Zugló                                                | 55,06    | Ugrai Panna Hód USE                                                                | 55,24    | Senánszky Petra Debreceni SSI                                              | 55,48    |
| 200 m gyorsúszás Döntő: április 11.       | Ugrai Panna Hód USE                                                      | 1:58,55  | Pádár Nikolett BVSC-Zugló                                                          | 1:58,98  | Molnár Dóra Ferencvárosi TC                                                | 2:00,21  |
| 400 m gyorsúszás Döntő: április 10.       | Késely Ajna BVSC-Zugló                                                   | 4:08,82  | Fábián Bettina Ferencvárosi TC                                                     | 4:11,50  | Mihályvári-Farkas Viktória Ferencvárosi TC                                 | 4:13,05  |
| 800 m gyorsúszás Döntő: április 12.       | Késely Ajna BVSC-Zugló                                                   | 8:33,94  | Mihályvári-Farkas Viktória Ferencvárosi TC                                         | 8:35,56  | Jackl Vivien Bp. Honvéd                                                    | 8:36,39  |
| 1500 m gyorsúszás Döntő: április 9.       | Mihályvári-Farkas Viktória Ferencvárosi TC                               | 16:11,71 | Késely Ajna BVSC-Zugló                                                             | 16:18,77 | Nagy Napsugár Zalaco ZUK                                                   | 16:21,75 |
| 50 m hátúszás Döntő: április 9.           | Burián Katalin Debreceni SSI                                             | 29,03    | Pózvai Kiara Győri US                                                              | 29,38    | Kokas Fanni A Jövő SC                                                      | 29,45    |
| 100 m hátúszás Döntő: április 10.         | Burián Katalin Debreceni SSI                                             | 1:01,30  | Molnár Dóra Ferencvárosi TC                                                        | 1:01,88  | Kokas Fanni A Jövő SC                                                      | 1:02,54  |
| 200 m hátúszás Döntő: április 12.         | Burián Katalin Debreceni SSI                                             | 2:10,55  | Molnár Dóra Ferencvárosi TC                                                        | 2:10,62  | Szabó-Feltóthy Eszter BVSC-Zugló                                           | 2:13,89  |
| 50 m mellúszás Döntő: április 12.         | Fángli Henrietta Győri USE                                               | 30,61    | Bozsó Sára Kaposvári SSI                                                           | 31,38    | Békési Eszter BVSC-Zugló                                                   | 31,88    |
| 100 m mellúszás Döntő: április 9.         | Fángli Henrietta Győri USE                                               | 1:06,87  | Bozsó Sára Kaposvári SSI                                                           | 1:08,72  | Békési Eszter BVSC-Zugló                                                   | 1:09,44  |
| 200 m mellúszás Döntő: április 11.        | Békési Eszter BVSC-Zugló                                                 | 2:29,05  | Fángli Henrietta Győri USE                                                         | 2:29,70  | Zsebők Laura Vasas SC                                                      | 2:30,46  |
| 50 m pillangóúszás Döntő: április 11.     | Tankó Beatrix Újpesti TE                                                 | 27,04    | Szokol Szonja Vasas SC                                                             | 27,25    | Molnár Flóra Debreceni SSI                                                 | 27,33    |
| 100 m pillangóúszás Döntő: április 12.    | Ugrai Panna Hód USE                                                      | 58,47    | Tankó Beatrix Újpesti TE                                                           | 59,41    | Sebestyén Dalma Győri USE                                                  | 1:00,27  |
| 200 m pillangóúszás Döntő: április 10.    | Ilyés Laura Vanda Ferencvárosi TC                                        | 2:10,59  | Hatházi Dóra Nyíregyházi SN                                                        | 2:12,42  | Abonyi-Tóth Glenda A Jövő SC                                               | 2:12,96  |
| 200 m vegyes úszás Döntő: április 9.      | Sebestyén Dalma Győri USE                                                | 2:16,53  | Barta Bianka Kőbánya SC                                                            | 2:19,75  | Ürögi Tímea Kőbánya SC                                                     | 2:19,76  |
| 400 m vegyes úszás Döntő: április 11.     | Jackl Vivien Bp. Honvéd                                                  | 4:40,70  | Mihályvári-Farkas Viktória Ferencvárosi TC                                         | 4:44,89  | Szabó-Feltóthy Eszter BVSC-Zugló                                           | 4:28,27  |
| 4 × 100 m gyorsváltó Döntő: április 11.   | Molnár Flóra Varga Dominika Halmai Petra Senánszky Petra Debreceni SSI   | 3:48,26  | Pádár Nikolett Késely Ajna Békési Eszter Szabó Kincső BVSC-Zugló                   | 3:48,43  | Molnár Dóra Fábián Bettina Ilyés Laura Vanda Orbán Boróka Ferencvárosi TC  | 3:49,02  |
| 4 × 200 m gyorsváltó Döntő: április 12.   | Késely Ajna Szabó-Feltóthy Eszter Szabó Kincső Pádár Nikolett BVSC-Zugló | 8:08,74  | Fábián Bettina Mihályvári-Farkas Viktória Orbán Boróka Molnár Dóra Ferencvárosi TC | 8:13,98  | Miszlai Mira Barta Bianka Nemes Kamilla Ürögi Tímea Kőbánya SC             | 8:24,43  |
| 4 × 100 m vegyes váltó Döntő: április 10. | Ollé Mónika Fángli Henrietta Sebestyén Dalma Lakó Dorina Győri USE       | 4:07,45  | Burián Katalin Halmai Petra Molnár Flóra Senánszky Petra Debreceni SSI             | 4:07,83  | Szabó-Feltóthy Eszter Békési Eszter Szabó Kincső Pádár Nikolett BVSC-Zugló | 4:08,83  |

### Mix
| Versenyszám                              | Arany                                                             | Arany   | Ezüst                                                                   | Ezüst   | Bronz                                                                             | Bronz   |
| ---------------------------------------- | ----------------------------------------------------------------- | ------- | ----------------------------------------------------------------------- | ------- | --------------------------------------------------------------------------------- | ------- |
| 4 × 100 m gyorsváltó Döntő: április 9.   | Mészáros Dániel Kós Hubert Szabó Kincső Pádár Nikolett BVSC-Zugló | 3:29,73 | Németh Nándor Harsányi Mátyás Szalai Zsófia Molnár Dóra Ferencvárosi TC | 3:31,28 | Szabó Szebasztián Bóna Benedek Pózvai Kiara Lakó Dorina Győri US                  | 3:34,91 |
| 4 × 100 m vegyes váltó Döntő: április 9. | Kós Hubert Békési Eszter Bagi Zoltán Pádár Nikolett BVSC-Zugló    | 3:51,37 | Kováts Alex Fángli Henrietta Sebestyén Dalma Szabó Szebasztián Győri US | 3:53,58 | Kovács Benedek Bendegúz Kutasi Máté Ilyés Laura Vanda Molnár Dóra Ferencvárosi TC | 3:55,89 |